# Epigeneium nakaharaei
Epigeneium nakaharaei es una especie de orquídea epifita, originaria del sudeste de Asia.

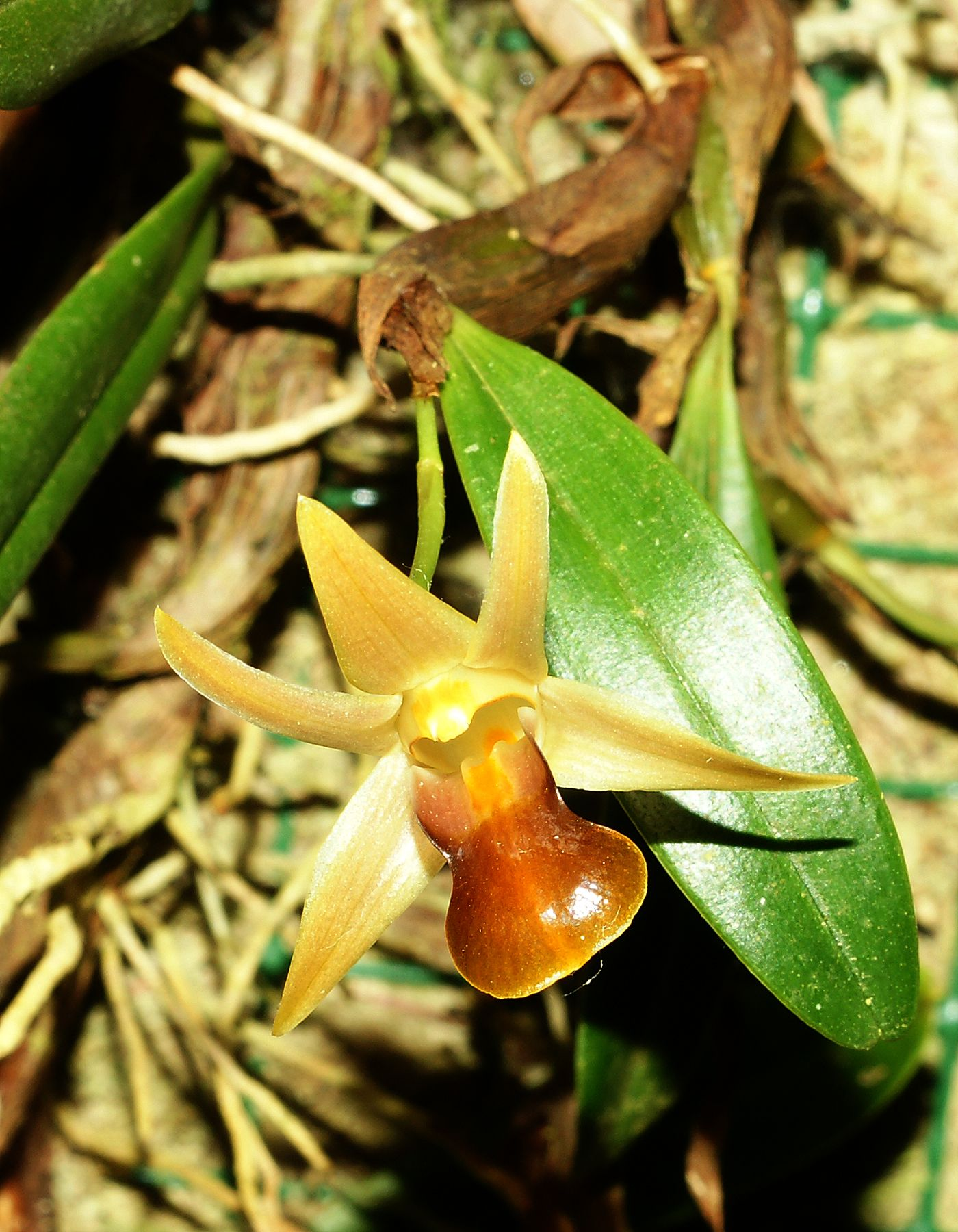
Detalle de la flor

## Descripción
Es una orquídea de pequeño tamaño, con hábitos de epifita con pseudobulbos muy próximos entre sí que llevan una sola hoja, terminal y florece en una inflorescencia terminal, corta, con flores con vida corta, que está subtendidas por una vaina basal marrón y se produce en el otoño o el invierno. Esta especie se cita a menudo por algunos autores como sinónimo de Epigeneium sanseiense pero hay muchas diferencias visuales obvias.

## Distribución y hábitat
Se endémica de Taiwán en la cordillera central de los bosques de hojas anchas en elevaciones de 300 a 2400 metros.

## Taxonomía
Epigeneium nakaharaei fue descrita por (Schltr.) Summerh. y publicado en Kew Bulletin 12(2): 263. 1957.
Etimología
Epigeneium: nombre genérico deriva de dos palabras latinizadas del griego : επί (epi), que significa "en", "sobre" y γένειον (géneion), que significa "barbilla", en referencia a la forma en barbilla del labio de la flor de esta especie.
nakaharaei: epíteto
Sinonimia
- Dendrobium nakaharaei Schltr.
- Dendrobium sanseiense Hayata
- Epigeneium sanseiense (Hayata) Summerh.
- Epigeneium sanseiense (Hayata) Nakaj.[4]